# Webera marchica
Webera marchica là một loài Rêu trong họ Bryaceae. Loài này được (Osterwald) Broth. miêu tả khoa học đầu tiên năm 1924.